# Струков, Дмитрий Михайлович
Дмитрий Михайлович Струков (1828—1899) — русский художник-реставратор и археолог.

## Биография
Родился в Москве в семье Михаила Даниловича Струкова, с двенадцати лет, обучавшегося у одного из лучших портных — Гусева. В 1830 году, во время холеры, семья переехала в Нижний Новгород, а через пять лет — в Верхотурье, затем — в Нижний Тагил. По возвращении в Москву, в 1840 году Дмитрий Струков поступил в рисовальную школу (впоследствии — известное Строгановское училище). В четвёртом классе школы, по приглашению старосты села Люберцы, он написал образа в иконостасе местной церкви и карандашный портрет самого старосты; много рисовал с натуры.
В 1849 году с его помощью была открыта рисовальная школа при Троице-Сергиевой Лавре, ставшая впоследствии известной школой иконописания. В этом же году Д. М. Струковым был составлен «Путеводитель к московской святыне» — подробный справочник по православной Москве, где были собраны и систематизированы сведения о московских православных святынях, составлен полный список чудотворных икон
В 1850 году Д. М. Струков был приглашён настоятелем Саровской пустыни рисовать памятники этой обители. Принял участие в открытии школы рисования при Дивеевском женском монастыре. С этого времени он стал много путешествовать по России, зарисовывая храмы и монастыри Нижнего Новгорода, Владимира, Мурома, западных губерний; был на Кавказе, в Крыму.
В 1853 году по окончании курса обучения получил звание неклассного художника по портретной акварельной живописи. В это же время он выполнил копию с Гребнёвской иконы Божией Матери из Гребнёвской церкви на Мясницкой, который был поднесён императору и художник получил в награду перстень с бриллиантами и открытое свидетельство для рисования древностей в монастырях и церквах.
С 1858 года стал издавать журнал «Школа рисования», в котором помещал рисунки с древних букв (буквиц) и заставок (миниатюры, политипажи) и других памятников с краткими статьями о древнерусском искусстве. Журнал издавался им до 1863 года; образовавшийся от издания долг, Струков выплачивал затем почти 25 лет.
В 1859 году он был приглашён в Оружейную палату для копирования музейных памятников; с 1860 года он был утверждён художником Оружейной палаты. В этой должности им было отреставрировано 13 древних знамён из фондов музея. В это же время Струков занимался разборкой коллекции П. И. Севастьянова, переданной в Румянцевский музей.
Д. М. Струков был вынужден много преподавать в различных учебных заведениях: В Сергиевской школе при московском комитете Императорского человеколюбивого общества (1870-е — 1880-е), Московском университете (1873), в 3-й женской гимназии, московском коммерческом училище. Им был выработан особый метод обучения, позволявший быстро научить рисовать любого человека; в виде опыта им за короткий срок было обучено 200 солдат Перновского полка. за этот метод он был награждён серебряной медалью на Всероссийской выставке в Москве и вскоре избран в члены Французской академии изящных искусств.
В 1860 году он участвовал в реставрации собора Новоиерусалимского монастыря.
По приглашению церковных властей он фиксировал в рисунках такое православное торжество, как открытие в 1861 году мощей святителя Тихона в Задонске.
В 1864 году Виленский генерал-губернатор граф М. Н. Муравьёв пригласил Струкова для участия в художественной экспедиции по Северо-Западному краю. Основной задачей экспедиции было «разыскание в крае древнерусских памятников или, по крайней мере, следов тех из них, которые в слепой ненависти к православию и русской народности были уничтожены». В ходе экспедиции художник зарисовывал цветной акварелью сохранившиеся памятники культуры и архитектуры; внешний вид многих памятников архитектуры ныне известен только по работам Д. М. Струкова.
В 1869 году по инициативе Струкова было принято решение открыть в Московском обществе любителей духовного просвещения отделение иконоведения, куда указом Синода было предписано настоятелям храмов и монастырей передавать «излишне устаревшие и полинявшие св. иконы». Для собрания было выделено специальное место в Чудовом монастыре, освящённое 23 декабря 1870 года. Постепенно было собрано свыше 300 старинных икон. По мысли Струкова это собрание должно было использоваться в иконописной школе. В 1870 году по инициативе Струкова в Заиконоспасском духовном училище были открыты классы рисования, а в сентябре 1873 года на Большой Ордынке — в доме, пожертвованном Д. И. Хлудовым было открыто иконописное училище. Однако, впоследствии, большая часть икон была передана в бедные сельские храмы.
В 1871 году ему была доверена реставрация живописи храма Василия Блаженного. В это же время он выполнял заказ для храма Рождества Богородицы в Старом Симонове. В 1873 году Д. М. Струков, как знаток допетровской старины, был приглашён к участию в возобновлении храма Иоанне Лествичника во втором ярусе колокольни Ивана Великого — по его чертежам и под его наблюдением был сооружён иконостас и расписаны стены.
В 1860-е — 1880-е годы, как член Императорского археологического общества, Струков неоднократно ездил в Крым и на Северный Кавказ, где сделал ряд важных археологических находок, например — Зеленчукская надпись. Проводил 1868 году раскопки в цитадели Мангупа в т. ч.  монастыря на мысе Тешкли-бурун. Им был написан труд: «Жития Святых Таврических» (1886).
В 1883 году стал одним из учредителей Русского гимнастического общества.
Когда в 1880-е годы его сыну, Н. Д. Струкову, было поручено воссоздать, сгоревшую в 1867 году, Кутузовскую избу, Дмитрий Михайлович был приглашён для восстановления её интерьеров. В это же время Д. М. Струков организовал собственную мастерскую по производству икон и церковной утвари в древнерусском стиле.
Похоронен на кладбище Донского монастыря. Могила утеряна, но одно из сохранившихся надгробий с полностью утерянными надписями могло бы принадлежать ему, если предположить, что памятник ставил его сын-архитектор.

## Награды
- Орден Св Анны 2-й степени
- Орден Св Анны 3-й степени
- Орден Св. Станислава 2-й степени
- Орден Св. Владимира 4-й степени
- медали за участие в выставках и др.

## Галерея
- Могилёв. Церковь Покрова Пресвятой Богородицы.
- Витебск. Монастырь Святой Троицы.
- Витебск. Монастырь.
- Кутеинский монастырь.
- Полоцк.
- Луцк. Разрушенная церковь.
- Несвиж. Слуцкие ворота.
- Могилёв. Городской вал.
- Камень Иосафата Кунцевича.